# 小行星14593
小行星14593（14593 Everett）是一颗绕太阳运转的小行星，为主小行星带小行星。该小行星于1998年9月22日发现。

## 轨道参数
小行星14593的轨道半长轴为2.3046077 UA，离心率为0.142。